# Sonny Charles
Sonny Charles, narozen jako Charles Hemphill (* 4. září 1940, Fort Wayne, Indiana, Spojené státy americké), je americký zpěvák. V šedesátých a sedmdesátých letech působil v R&B kapele Checkmates, Ltd., která debutovala v roce 1967 koncertním albem Live! at Caesar's Palace a o dva roky později dosáhla značného úspěchu se singlem „Black Pearl“ (produkoval jej Phil Spector). V roce 1982 vydal Sonny Charles své první sólové album The Sun Still Shines, které se umístilo na 136. přížčce hitparády časopisu Billboard. Singl „Put It in a Magazine“ se vyšplhal až na 40. místo žebříčku Billboard Hot 100. V letech 2008 až 2011 působil v kapele Steve Miller Band, s níž nahrál desky Bingo! (2010) a Let Your Hair Down (2011).